# Henk Krosenbrink
Henk Krosenbrink (Miste, 31 maart 1928 – Winterswijk, 18 juni 2015) was een Nederlandse dichter, streekschrijver en toneelschrijver. Hij heeft een grote bijdrage geleverd aan het Nedersaksisch.

## Biografie
Krosenbrink woonde na de dood van zijn vrouw in Winterswijk. Na werkzaam te zijn geweest in het onderwijs, werd hij in 1967 programmaleider van het Gelderse programma bij de Regionale Omroep Noord en Oost. Van 1980 tot aan zijn pensionering in 1990 was hij directeur van het Staring Instituut in Doetinchem.
Krosenbrink was schrijver van streekromans, verschillende boeken over de Achterhoek en hoorspelen. Dat deed hij voor onder meer Radio Bremen. Voor De Graafschapbode schreef hij een serie columns in het Nedersaksisch. Voor de gedichtencyclus Leefde en dood ontving hij in 2001 de Nederduitse Freudenthal-Preis voor literatuur. In 2002 kreeg hij de K. Kraaijenbrink cultuurprijs voor zijn jarenlange inzet voor de streektaal.
Op basis van zijn boeken werd een gecombineerde cultuur-historische wandel- en fietsroute opgezet. Deze route voert langs vijfentwintig historische plekken waarover Krosenbrink in zijn boeken schreef.
Krosenbrink was medeoprichter van VV M.E.C., de voetbalvereniging van Miste en Corle die een maand voor zijn overlijden zeventig jaar bestond.

## Uitgaande link
- Dialectkring Achterhoek en Liemers over Henk Krosenbrink

- Gemeinsame Normdatei: 172198119
- International Standard Name Identifier: 0000 0000 2563 2937
- Library of Congress Control Number: n79053790
- Nederlandse Thesaurus van Auteursnamen: 071348603
- Virtual International Authority File: 71951940
- WorldCat: E39PBJkxMHV8tkGXQVvrTKvPwC